# Malthinus flaveolus
Malthinus flaveolus Herbst, 1786 è un coleottero polifago della famiglia dei Cantaridi.